# La Famiglia (televisieserie)
La Famiglia is een Nederlandse dramaserie uit 2016 uitgezonden door AVROTROS op NPO 1, en vanaf november 2018 ook op Netflix. Regisseur is Vincent Schuurman. Producent is de Italiaans-Nederlandse Lucio Messercola die het idee zelf ook aanbracht gebaseerd op het Italiaanse restaurant van zijn vader in Leerdam. Het scenario van de dramaserie met wat zwarte komedie is van Maria Goos. De opnames vonden grotendeels plaats in Culemborg waar het restaurant werd ingericht in een bestaand grand café.
De serie verhuisde begin november 2016 van de donderdagavond naar de late zondagavond.

## Verhaal
Marloes is de dochter van de uitbaters van café De Snor in het dorpje Lingedijk. Op een vakantie in Italië leert ze Salvatore kennen die haar volgt naar Nederland en daar in De Snor start met een dagschotel. De zaken gaan evenwel toch niet zo goed, tot op een dag Salvatores vader Giancarlo, oom Pasquale en broer Franco in Nederland toekomen met een valies geld waarmee de ombouw van De Snor naar het Italiaans restaurant Il Baffo wordt gefinancierd. Het wordt voorgesteld alsof het geld een erfenis was. De zaak draait goed, alleen blijken Giancarlo en Pasquale ook een deal afgesloten te hebben dat zij vanuit de kelder van het restaurant een incassokantoor mogen uitbaten. En daar gebeurt niet alles volgens de regels. Een van de klanten is bordeelhouder Joop en om die klanten tot betalen aan te zetten worden wat hardere methodes gebruikt, een job die Franco regelmatig op zich neemt. In het restaurant springt de moeder van Marloes, Annie regelmatig in als hulp, evenals (met tegenzin) zoon Angelo die op de brommer pizza's wegbrengt, de lesbische dochter Giulia en haar vriendin Maud. De ex van Franco, Leonie, heeft zich er ook op toegelegd van Angelo een betere man te maken dan Franco door van hem alvast een betere minnaar te maken.

## Rolverdeling
- Hein van der Heijden als Salvatore "Toto" Esposito
  - Joshua Albano als jonge Salvatore
- Ariane Schluter als Marloes Esposito-van Voorst
- Joke Bruijs als Annie van Voorst-Vliegenthart
- Teun Kuilboer als Franco Esposito
- Gijs Blom als Angelo Esposito
- Eva Laurenssen als Giulia Esposito
- Gigi Savoia als Giancarlo Esposito
- Gigio Morra als Pasquale
- Fockeline Ouwerkerk als Leonie Koster
- Frans van Deursen als Joop
- Marit Meijeren als Maud
- Gijs de Lange als Harry Schaapman
- Georgina Verbaan als Simone
- Beppe Costa als Nino, de Italiaanse stamgast
- Renato De Rienzo als don Renato

## Muziek
Aflevering 1 (29 september 2016)
- L'Appuntamento  - Calibro 35 met Roberto Dell'Era
- Più Bella Cosa - Eros Ramazzotti
- Storie di Tutti i Giorni - Riccardo Fogli
- Vivo per lei - Andrea Bocelli ft. Giorgi
- A Chi - Fausto Leali
- Torna a Surriento - Jack Jezzro
- Sapore di Sale - Gino Paoli

Aflevering 2 (6 oktober 2016)
- L'Appuntamento - Calibro 35 met Roberto Dell'Era
- Guaglione - Renato Carosone
- Come Prima - Tony Dallara
- Felicita - Al Bano en Romina Power

Aflevering 3 (20 oktober 2016)
- L'Appuntamento - Calibro 35 met Roberto Dell'Era
- Tu vuò fa l'Americano - Renato Carosone e Il suo Sestetto
- Ti Amo - Umberto Tozzi
- L'Anno che verrà - Lucio Dalla

Aflevering 4 (27 oktober 2016)
- I Migliori anni Della Nostra Vita - Renato Zero
- La Prima Cosa Bella - Nicola di Bari
- Tu... E Cos' Sia - Franco Simone
- I te vurria vasa - Franco Corelli
- Il mio canto libero - Lucio Battisti

Aflevering 5 (3 november 2016)
- Caruso - Lucio Dalla
- Cuore Matto - Little Tony
- Rewind - Casco Rossi
- Il Mondo - Jimmy Fontana

Aflevering 6 (6 november 2016)
- Io, Mammetta e Tu - Renato Carosone e il suo quartetto
- Tu si'na Cosa Grande - Domenico Modugno

Aflevering 7 (13 november 2016)
- I te Vurrio Vasa - Cavalieri d'Italia
- Napule è - Pino Daniele
- Pregherò - Adriano Celentano
- Palummella - Angela Tarallo, Antonello Mazzamuto, Allesandro Mazzamuto
- Su Di Noi - Pupo
- Una Carezza in un Pugno - Adriano Celentano

Aflevering 8 (20 november 2016)
- L'Italiano - Toto Cutugno
- E poi - Mina
- We'll Meet Again - Vera Lynn
- Broken - Lisa Gerrard, Pieter Bourke
- Piove - Domenico Modugno

Aflevering 10 (4 december 2016)
- Nessun dorma - Andrea Bocelli
- Sabato pomeriggio - Claudio Baglioni
- Dangerous World - Mychael Danna

## Kijkcijfers
| Afl. | Uitzenddatum           | Kijkcijfers |
| ---- | ---------------------- | ----------- |
| 1    | donderdag 29 september | 987.000     |
| 2    | donderdag 6 oktober    | 978.000     |
| 3    | donderdag 20 oktober   | 545.000     |
| 4    | donderdag 27 oktober   | 564.000     |
| 5    | donderdag 3 november   | 477.000     |
| 6    | zondag 6 november      | 164.000     |
| 7    | zondag 13 november     | 184.000     |
| 8    | zondag 20 november     |             |
| 9    | zondag 27 november     | 162.000     |
| 10   | zondag 4 december      | 197.000     |